# 法蘭克福 (緬因州)
法蘭克福（英語：Frankfort）是一個位於美國緬因州瓦多縣的鎮。

## 人口
根據2020年美國人口普查的數據，法蘭克福的面積為67.11平方千米，當中陸地面積為63.74平方千米，而水域面積為3.37平方千米。當地共有人口1231人，而人口密度為每平方千米18人。